# Dystrykt Chama
Dystrykt Chama – dystrykt we wschodniej Zambii w Prowincji Muchinga, dawniej w Prowincji Wschodniej. W 2000 roku liczył 74 890 mieszkańców (z czego 49,44% stanowili mężczyźni) i obejmował 14 397 gospodarstw domowych. Siedzibą administracyjną dystryktu jest Chama.